# Theo Hupfauer
Theo Hupfauer, född 17 juli 1906 i Dellmensingen, död 31 augusti 1993 i München, var en tysk promoverad jurist och nazistisk politiker. Han var i Tredje riket ämbetsman och SS-Standartenführer. Hupfauer var chef för Tyska arbetsfrontens centralbyrå. I sitt testamente utnämnde Adolf Hitler Hupfauer till riksarbetsminister.